# Santa Lucía (rivier)
De Santa Lucía (Spaans: Río Santa Lucía) is een ca. 230 kilometer lange rivier in het zuiden van Uruguay met een stroomgebied van ca. 14.000 km². De rivier ontspringt op een hoogte van 250 meter in een heuvelrug in het westen van het departement Lavalleja. Gedurende het grootste deel van zijn loop vormt de rivier de grens tussen de departementen Florida en San José op zijn rechteroever en Canelones en Montevideo op zijn linkeroever. De rivier mondt uit in de Río de la Plata. De belangrijkste zijrivieren zijn de San José en de Santa Lucía Chico.
Het maximale debiet van de Santa Lucía wordt geschat op een 2700 m³ per seconde, maar is aanzienlijk lager in droge perioden.
De rivier is bevaarbaar vanaf de monding tot aan Aguas Corrientes. In voornoemde plaats bevindt zich ook een grote drinkwaterinstallatie van de O.S.E., die in de drinkwaterbehoefte van een groot deel van het zuiden van Uruguay, waaronder de agglomeratie van Montevideo, voorziet.
- Library of Congress Control Number: sh95004621
- Nationale Bibliotheek van Israël: 987007549133105171
- Virtual International Authority File: 315527966